# Angela Dorn

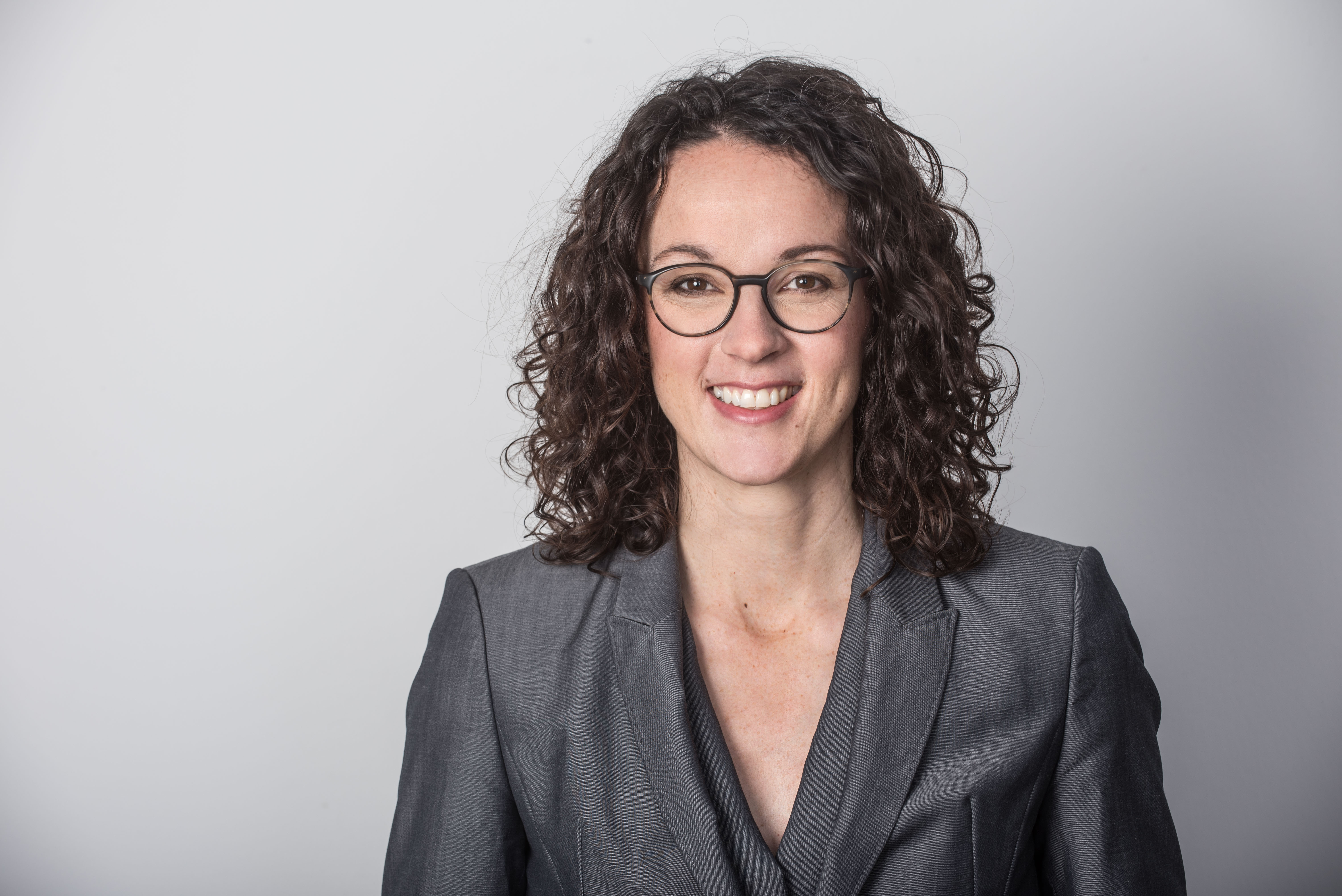
Angela Dorn (2019)

Angela Dorn-Rancke (geb. Dorn; * 2. Juni 1982 in Aschaffenburg) ist eine deutsche Politikerin (Bündnis 90/Die Grünen). Sie war von 2019 bis 2024 Hessische Ministerin für Wissenschaft und Kunst in den Kabinetten Bouffier III und Rhein I. Von 2009 bis 2025 war sie Mitglied des Hessischen Landtags, von Januar 2024 bis August 2025 als dessen Vizepräsidentin.
Außerdem war sie von 2017 bis 2019 Landesvorsitzende der hessischen Grünen und von 2008 bis 2010 Vorsitzende der Grünen Jugend Hessen. Bei der Landtagswahl in Hessen 2013 war sie Spitzenkandidatin ihrer Partei.

## Leben und Beruf
Angela Dorn besuchte in ihrer bayerischen Geburtsstadt Aschaffenburg die Maria-Ward-Schule und machte 2001 dort das Abitur. Nach ihrem Psychologiestudium an der Philipps-Universität Marburg arbeitete sie als Psychologin an der Klinik für Forensische Psychiatrie in Haina. Sie ist verheiratet und Mutter von drei Kindern.

## Partei
2007 bis 2008 war Dorn frauenpolitische Sprecherin der Grünen Jugend Hessen (GJH). Von Mai 2008 bis April 2010 war sie Vorsitzende der Grünen Jugend Hessen und 2008 bis 2009 GJH-Delegierte zum Landesvorstand der Grünen Hessen. Parallel war Dorn 2007 bis 2009 Mitglied im Stadtvorstand der Marburger Grünen und war von Februar 2010 bis 2014 Mitglied des Kreisvorstandes der Grünen im Landkreis Marburg-Biedenkopf. Vom 19. November 2017 bis zum 11. Mai 2019 war Dorn neben Kai Klose Vorsitzende der hessischen Grünen.

## Abgeordnete

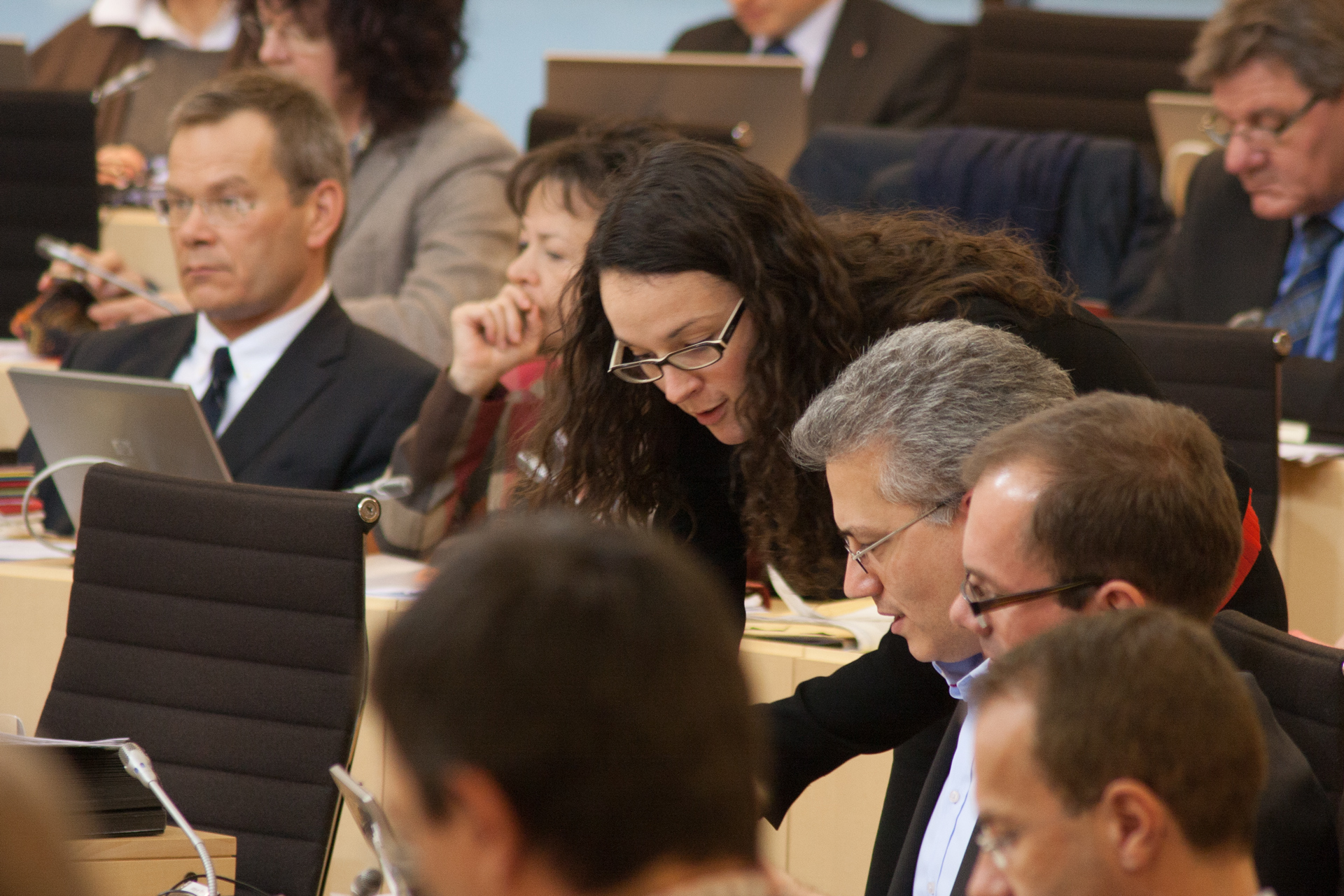
Angela Dorn im Gespräch mit Tarek Al-Wazir während einer Debatte im Hessischen Landtag

Über den 13. Platz auf der Landesliste von Bündnis 90/Die Grünen zog sie nach der Wahl zum Hessischen Landtag am 18. Januar 2009 als damals jüngste Abgeordnete ein. Sie war zunächst bis Mai 2012 Sprecherin für Verbraucher- und Ressourcenschutz sowie Belange der Studierenden der Grünen Landtagsfraktion und gehörte dem Ausschuss für Umwelt, Energie, Landwirtschaft und Verbraucherschutz sowie dem Ausschuss Wissenschaft und Kunst an. Von Juni 2012 bis zum Ende der 19. Wahlperiode war Dorn als Sprecherin für Umwelt, Energie und Klimaschutz der Grünen Landtagsfraktion Mitglied im Ausschuss für Umwelt, Energie, Landwirtschaft und Verbraucherschutz des Landtags. Vom 18. Januar 2014 bis zum 31. Dezember 2017 war sie auch Parlamentarische Geschäftsführerin ihrer Fraktion, gab dieses Amt jedoch nach ihrer Wahl zur Landesvorsitzenden ab. Als Parlamentarische Geschäftsführerin war Dorn zudem Mitglied im Ältestenrat. Regional ist Dorn zuständig für den Landkreis Marburg-Biedenkopf. Außerdem war Dorn von April 2006 bis Ende März 2019 Stadtverordnete in der Universitätsstadt Marburg.
Bei der Landtagswahl in Hessen 2013 trat sie im Wahlkreis Marburg-Biedenkopf II an, bei der sie 9,49 Prozent der Erststimmen erhielt. Das Direktmandat gewann Thomas Spies (SPD), Dorn zog über die Landesliste, wo sie auf Platz 1 ihrer Partei stand, erneut in den Landtag ein. Bei der Landtagswahl in Hessen 2018 trat sie wieder im Wahlkreis Marburg-Biedenkopf II an und erhielt 17,96 Prozent der Erststimmen, das Direktmandat errang Dirk Bamberger (CDU). Dorn wurde wieder über die Landesliste gewählt, wo sie diesmal auf Platz 3 stand. Nach der Landtagswahl wurde sie im neuen Kabinett Bouffier III am 18. Januar 2019 zur Staatsministerin für Wissenschaft und Kunst ernannt. Dieses Amt hatte sie ab dem 31. Mai 2022 auch im Kabinett Rhein I inne. Im Zuge der Bildung des Kabinetts Rhein II schied sie am 18. Januar 2024 aus dem Ministeramt aus. Bei Landtagswahl 2023 zog sie erneut in den Landtag gewählt. Am 18. Januar 2024 wurde sie zur Vizepräsidentin des Landtags gewählt. Am 15. August 2025 legte sie ihr Landtagsmandat nieder. Für sie rückte Mirjam Glanz in den Landtag nach.